# Nancy Friday
Nancy Colbert Friday (Pittsburgh, 27 agosto 1933 – New York, 5 novembre 2017) è stata una scrittrice statunitense che si è ampiamente occupata della sessualità femminile e della liberazione sessuale, con particolare attenzione all'indagine sulle fantasie sessuali femminili.
I suoi scritti sostengono che le donne sono state cresciute con un ideale di femminilità obsoleto e restrittivo, in gran parte non rappresentativo della vita interiore di molte donne, e che l'apertura sulle vite segrete delle donne può aiutare le donne libere di essere pienamente loro stesse. Afferma inoltre che ciò non sarebbe dovuto a una malizia deliberata, ma a dinamiche di gruppo e aspettativa sociale, e che per il beneficio sia delle donne che degli uomini, è maggiormente salutare che entrambi i sessi siano aperti, partecipativi e libere di essere accettati per quello che sono.

## Biografia
Nancy Friday nasce a Pittsburgh, in Pennsylvania, da Walter F. Friday e Jane Colbert Friday, che più tardi, in seconde nozze, prenderà il cognome Scott. Cresce a Charleston, nella Carolina del Sud, dove frequenta la locale scuola di preparazione al college femminile Ashley Hall, dove si diploma nel 1951. Successivamente si iscrive al Wellesley College, in Massachusetts, dove si diploma nel 1955. Dopodiché lavora per un breve periodo come reporter per il San Juan Island Times e quindi si afferma come giornalista di riviste newyorkesi, britanniche e francesi, prima di diventare scrittrice a tempo pieno.
Il suo primo libro viene pubblicato da Simon & Schuster nel 1973, si tratta di My Secret Garden. Women's Sexual Fantasies, una raccolta di interviste con donne che parlano della propria sessualità e delle proprie fantasie erotiche, masturbatorie e non, che diventa un bestseller. In Italia il libro verrà tradotto molto più tardi, da Venus Press, nel 1982, con il titolo de Il mio giardino segreto. Fantasie e sogni erotici femminili, cui seguiranno numerose ristampe nel corso degli anni, tra cui per Lyra Libri (1986), CDE (1986), Lyra Libri (1995), TEA (1997), Demetra (2000), ecc. Dato il successo di My Secret Garden, ritornerà sul medesimo tema con il suo libro successivo, Forbidden Flowers. More Women's Sexual Fantasies, pubblicato nel 1975 sempre da Simon & Schuster, ma del quale non esiste un'edizione in italiano. Friday ritorna regolarmente al formato delle interviste nelle pubblicazioni successive, trattando di temi quali i rapporti tra madri e figlie, le fantasie sessuali, le relazioni amorose, la gelosia, l'invidia, il femminismo, il BDSM e la bellezza.
Durante gli anni ottanta e novanta è frequentemente ospite in programmi readiofonici e televisivi come Politically Incorrect, The Oprah Winfrey Show, Larry King Live, Good Morning America e il talk show di NPR Talk of the Nation. Nel 1996 pubblica The Power of Beauty per HarperCollins negli Stati Uniti, uscito in Italia con il titolo de Il potere della bellezza da Corbaccio nel 1997, libro ristampato dal 1999 con il nome di Our Looks, Our Lives. Sex, Beauty, Power and the Need to be Seen, anch'esso tradotto in italiano per TEA nel 2000 con il titolo La vita allo specchio. Sesso, bellezza, potere e il bisogno di essere guardate. A metà anni novanta crea il proprio sito web, come complemento alla pubblicazione del libro The Power of Beauty, che inizialmente viene concepito come un forum per lo sviluppo di nuovi lavori e lo scambio con i suoi diversi lettori, ma che negli ultimi anni non viene più aggiornato.
Dopo The Power of Beauty, Nancy Friday scrive molto poco, tra le altre cose, contribuisce, con un'intervista alla pornostar Nina Hartley, al volume pubblicato dal fotografo statunitense Timothy Greenfield-Sanders XXX. 30 Porn Star Portraits, del 2004. Con il suo ultimo libro del 2009, Beyond My Control. Forbidden Fantasies in an Uncensored Age, torna ancora una volta sul tema delle fantasie erotiche femminili.
Nancy Friday muore nella sua casa di Manhattan a causa di complicazioni della malattia di Alzheimer il 5 novembre 2017, all'età di 84 anni.

## Vita privata
Nel 1967 Nancy Friday sposa Bill Manville, da cui si separa nel 1980, divorziando da lui nel 1986. L'11 luglio 1988 si risposa con Norman Pearlstine, ex capo redattore della Time Inc.. Il matrimonio viene celebrato alla Rainbow Room di New York. I due divorziano nel 2005.
Nel 2011, Nancy Friday vende la propria casa di Key West, in Florida, trasferendosi a New York.

## Tematiche
Nel suo libro Women on Top, Nancy Friday spiega che "nei tardi anni sessanta ho scelto di scrivere sulle fantasie sessuali femminili perché il soggetto era ancora un territorio inesplorato, un pezzo mancante del puzzle... in un momento storico in cui il mondo divenne improvvisamente curioso riguardo al sesso e alla sessualità delle donne". All'epoca di base vi era infatti la diffusa convinzione che, come ebbe a dire Allan Fromme, "le donne non hanno fantasie sessuali... in genere sono prive di fantasie sessuali". La Friday considera che "più di ogni altra emozione, è stato il senso di colpa ad aver determinato le trame delle fantasie ne My Secret Garden... le donne hanno dovuto inventarsi degli stratagemmi per superare la loro paura che voler raggiungere l'orgasmo le avrebbe fatte diventare delle cattive ragazze". Il suo libro My Mother, My Self. The Daughter's Search for Identity, uscito poco dopo My Secret Garden, si interroga sull'origine del terribile senso di colpa riguardo al sesso che hanno le donne. Quando nel 1991, quasi vent'anni dopo il suo primo libro sulle fantasie femminili, Nancy Friday torna a trattare dell'argomento in Women on Top, ritiene che la rivoluzione sessuale si fosse arrestata: "è stata la bramosia degli anni ottanta a infliggere il colpo mortale... è stata la fine della sana curiosità sessuale".
Nancy Friday, così come altre femministe, era particolarmente preoccupata nel controllare che l'immagine di "bella donna... bella ragazza" fosse "bombardata dalla nascita di messaggi sul cosa sia una brava donna... concentrata così tanto e così a lungo da non credere alla possibilità vi fosse dell''egoismo'". Tuttavia, mentre il femminismo stesso sviluppava "una straordinaria gamma di costumi, opinioni, valori morali e credenze su come il mondo delle donne... avrebbe dovuto funzionare", allo stesso tempo incappava anche nel moralismo contro la natura umana (il fatto che "il femminismo - qualsiasia sia la sua filosofia politica - non affronti adeguatamente la psicologia sessuale"), cosa che ha scatenato "guerre sessuali" femministe... dai primi anni ottanta in poi. In tale contesto, le tematiche probatorie ed empiriche di Nancy Friday continuano ad affrontare la "questione aperta di quante delle loro libertà sessuali le giovani donne [...] conserveranno così profondamente quanto le hanno conquistate".

## Accoglienza
"La critica ha etichettato i libri di Nancy Friday come non scientifici, a causa del fatto che l'autrice abbia sollecitato delle risposte", risultando potenzialmente influente sul campione di intervistati.
My Secret Garden è stato accolto da una "salva da parte dei media che mi hanno accusata di aver inventato tutto quanto scritto nel libro, avendo inventato anche tutte le fantasie di sana pianta"; My Mother/My Self fu "inizialmente [...] respinto violentemente sia dagli editori che dai lettori"; mentre Women on Top "è stato pesantemente criticato per il suo contenuto descrittivo e sensazionale".
Nancy Friday è stata anche criticata per le sue reazioni allo scandalo Clinton-Lewinsky, che la critica ha interpretato come sessista. Il giornalista britannico Jon Ronson ha scritto: "nel febbraio 1998 è stato chiesto dal New York Observer alla scrittrice femminista Nancy Friday come immaginasse il futuro della Lewinsky. A che lei ha risposto: 'Può noleggiare la sua bocca'.".
Come riportato dalla stessa Nancy Friday nella sua riedizione del 2008 per Pocket Books di My Secret Garden,, la rivista Ms. ha sostenuto: "[Nancy Friday N.d.r.] non è una femminista". La scrittrice ha risposto che ha basato la sua carriera sulla convinzione che il femminismo e l'apprezzare gli uomini, non sono concetti che si escludono a vicenda.

## Opere (parziale)

### Saggistica
- (EN) My Secret Garden. Women's Sexual Fantasies, New York, Simon & Schuster, 1973.
- (EN) Forbidden Flowers. More Women's Sexual Fantasies, New York, Simon & Schuster, 1975.
- (EN) My Mother, My Self. The Daughter's Search for Identity, New York, Delacorte Press, 1977, ISBN 0-440-06006-0.
- (EN) Men in Love, Men's Sexual Fantasies. The Triumph of Love Over Rage, New York, Dell Publishing, 1980.
- (EN) Jealousy, New York, M. Evans & Co., 1985.
- (EN) Women on Top. How Real Life Has Changed Women's Sexual Fantasies, New York, Simon & Schuster, 1991, ISBN 0671648446.
- (EN) The Power of Beauty, New York, HarperCollins, 1996.
- (EN) Timothy Greenfield-Sanders (a cura di), Nina Hartley, in XXX. 30 Porn Star Portraits, New York, Bulfinch, 2004, ISBN 0821277545.
- (EN) Beyond My Control. Forbidden Fantasies in an Uncensored Age, Naperville, Illinois, Sourcebooks, 2009, ISBN 1402218540.

### Edizioni in italiano
- Il mio giardino segreto. Fantasie e sogni erotici femminili, Venus Press, 1982.
- Donne sopra. Le nuove fantasie sessuali femminili, Milano, Mondadori, 1996, ISBN 8804423749.
- Il potere della bellezza, Milano, Corbaccio, 1997, ISBN 8879722433.
- (EN) Our Looks, Our Lives. Sex, Beauty, Power and the Need to be Seen, New York, HarperCollins, 1999.
- La vita allo specchio. Sesso, bellezza, potere e il bisogno di essere guardate, Mantova, TEA, 2000, ISBN 8878185698.

## Filmografia
- Thinking XXX, regia di Timothy Greenfield-Sanders - film TV (2004)

## Trasmissioni televisive
- The Tomorrow Show - talk show (1973-1981)
- Today - talk show (1977)
- Good Morning America - talk show (1978-1985)
- The Mike Douglas Show - talk show (1980)
- David Letterman Show (Late Show with David Letterman) - talk show (1980)
- Maurizio - talk show (1991)
- Charlie Rose - talk show (1996)